# Charles Littlewort
Charles Henry Littlewort (ur. 7 lipca 1882 w Elmsett, zm. 21 listopada 1934 w Edmonton) – angielski piłkarz amator. Był złotym medalistą letnich igrzysk olimpijskich w Sztokholmie. Wystąpił w trzech meczach.